# Transactions of the American Philological Association
Transactions of the American Philological Association (TAPhA) is een wetenschappelijk tijdschrift dat is opgericht in 1869 en de officiële publicatie van de American Philological Association is. In de artikels wordt vertrokken vanuit verschillende uitgangspunten om pertinente kwesties in verband met de geschiedenis, cultuur en taal van het oude Griekenland en Rome te onderzoeken. De auteurs gebruiken zowel traditionele als innovatieve methodes om verhelderende kritische inzichten te ontwikkelen. De huidige hoofdredacteur is Dr. Paul Allen Miller van de University of South Carolina.
Het tijdschrift wordt tweejaarlijks uitgebracht in mei en november. Er worden een 2.892 exemplaren per oplage gedrukt en de gemiddelde lengte van een editie is 224 pagina's.

## Noot
1. ↑  Van 1897 tot 1973 werd het tijdschrift gepubliceerd onder de naam Transactions and Proceedings of the American Philological Association (JSTOR.org).